# Medal Wojska

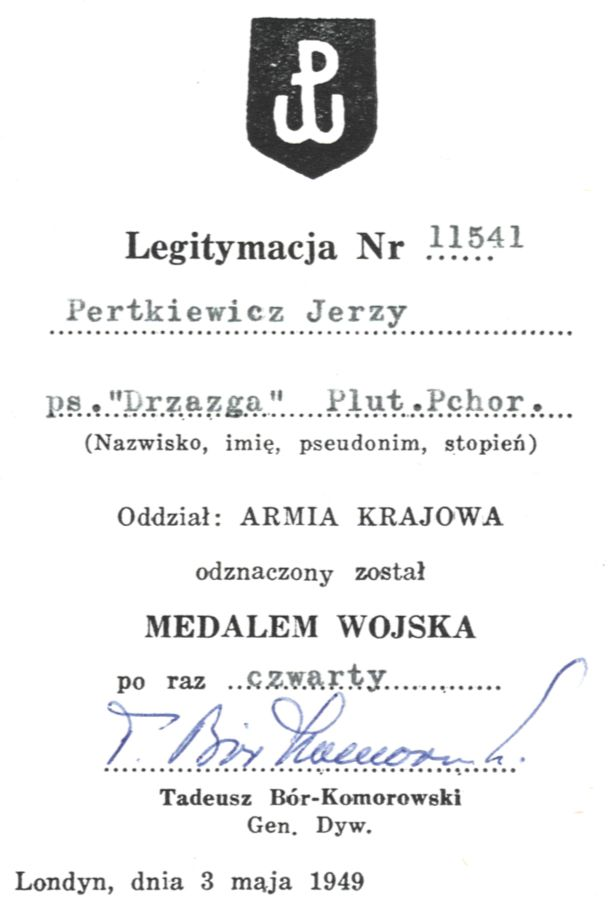
Legitymacja Medalu z 1949

Medal Wojska – polskie odznaczenie wojskowe, ustanowione dekretem Prezydenta RP na Uchodźstwie w Londynie dnia 3 lipca 1945.

## Zasady nadawania
Nadawany był tylko żołnierzom wojska lądowego Polskich Sił Zbrojnych za:
- dokonany w czasie wojny czyn przynoszący szczególne korzyści Wojsku Lądowemu, a wykraczający poza normalne obowiązki, albo
- szczególnie sumienną służbę w czasie wojny[1].

W przypadku nadania medalu za szczególnie sumienną służbę warunkiem jego nadania było odbycie służby:
- przy nadaniu po raz pierwszy – za szczególnie sumienną służbę bez przerwy 6 miesięcy w jednostce biorącej udział w walce z nieprzyjacielem na obszarze operacyjnym
- przy dalszych nadaniach – w podwójnych okresach służby przewidzianych dla pierwszego nadania.

Okres służby liczony był od dnia 1 września 1939.
Medal mógł być nadany tej jednej osobie czterokrotnie. Nadawany był przez Prezydenta RP na Uchodźstwie, który we wrześniu 1945 upoważnił do nadawania medalu:
- Szefa Sztabu Głównego – odnośnie do żołnierzy należących do centralnych władz wojskowych
- Dowódców 1. i 2. Korpusu – odnośnie do podległych im żołnierzy
- Dowódcę Jednostek Wojskowych na Środkowym Wschodzie – odnośnie do żołnierzy przydzielonych do Dowództwa Jednostek na Środkowym Wschodzie.

Medal Wojska noszono po Krzyżu Zasługi z Mieczami, a przed Krzyżem Zasługi. Medal Wojska był równorzędny z Medalem Lotniczym i Medalem Morskim. Odznaczenia były noszone w kolejności ich nadania. Żołnierze Wojska Lądowego nosili Medal Wojska przed Medalem Morskim i Medalem Lotniczym.
Medal ten nie został przyjęty do systemu odznaczeń PRL. Dopiero ustawą Sejmu RP z dnia 16 października 1992 Medal Wojska uznano za odznaczenie o charakterze wojskowym w polskim systemie odznaczeń, jednocześnie uznając jego nadawanie za zakończone.

## Opis odznaki
Odznaką Medalu Wojska jest medal okrągły wykonany z jasnego brązu o średnicy 35 mm. Na awersie znajduje się wizerunek orła państwowego z koroną, trzymającego w szponach poziomo miecz. Na rewersie jest napis w trzech wierszach: POLSKA / SWEMU / OBROŃCY. Ponad napisem i pod nim umieszczono liście dębowe. Zdarzają się medale o nieco większych rozmiarach (37 mm) i różniące się niewielkimi zmianami rysunku orła.
Wstążka medalu ma szerokość 36 mm i jest koloru ciemnoczerwonego z dwoma białymi paskami o szerokości 2 mm wzdłuż brzegów oraz dwoma takimi samymi paskami w odstępie 9 mm od brzegu. Kolejne nadania medalu oznaczano umieszczeniem na wstążce medalu metalowego okucia o szerokości 5 mm w kształcie listewki z brązu z liśćmi dębowymi.
| nadanego pierwszy raz | nadanego dwukrotnie    |
| nadanego trzykrotnie  | nadanego czterokrotnie |